# New Masada Quartet
New Masada Quartet un album in studio del compositore jazz statunitense John Zorn, ed il primo album in studio con la nuova formazione del gruppo musicale jazz statunitense Masada, chiamato New Masada Quartet. Fu pubblicato il 17 dicembre 2021 dalla Tzadik Records.

## Descrizione

### L'album
L'album nacque dopo un lampo d'ispirazione ottenuto dal compositore John Zorn, dopo aver fatto il secondo vaccino per il COVID-19.
Contiene 8 brani presi dai precedenti libri delle composizioni Masada.

### Pubblicazione
L'album venne pubblicato il 17 dicembre 2021 su CD e sui servizi di streaming.
In seguito alla chiusura del raccordo che teneva in atto il sito dell'etichetta discografica, vennero pubblicati dei dischi in vinile di questo album per riottenere i settantamila dollari persi.

## Tracce

### CD
Musiche di John Zorn.
1. Tharsis (2° libro, 168° composizione) – 10:27
2. Rigal (2° libro, 23° composizione) – 6:10
3. Hath-Arob (1° libro, 98° composizione) – 5:11
4. Sansanah (1° libro, 6° composizione) – 8:35
5. Mibi (2° libro, 148° composizione) – 3:06
6. Kedushah (1° libro, 191° composizione) – 10:00
7. Tagriel (2° libro, 21° composizione) – 8:16
8. Piram (1° libro, 1° composizione) – 1:15

Durata totale: 53:00

### LP
Lato A
Musiche di John Zorn.
1. Tharsis (2° libro, 168° composizione) – 10:27
2. Rigal (2° libro, 23° composizione) – 6:10
3. Hath-Arob (1° libro, 98° composizione) – 5:11

Durata totale: 21:48
Lato B
Musiche di John Zorn.
1. Sansanah (1° libro, 6° composizione) – 8:35
2. Mibi (2° libro, 148° composizione) – 3:06
3. Tagriel (2° libro, 21° composizione) – 8:16

Durata totale: 19:57

## Formazione
- John Zorn - sassofono contralto
- Julian Lage - chitarra elettrica
- Jorge Roeder - basso di viola
- Kenny Wollesen - batteria